# 缅戈
缅戈，是西班牙坎塔布里亚的一个市镇。总面积25平方公里，总人口3629人（2001年），人口密度145人/平方公里。